# 八胞體
在幾何學中，八胞體是指有八個胞或維面的多胞體。四維或四維以上的空間僅有兩個維度存在正八胞體，分別為：四維空間和七維空間，其中四維空間的正八胞體由八個立方體組成，是一種超方形；七維空間的正八胞體由八個正七胞體組成，是一種單純形。此外，非正的八胞體在八維以下的空間皆有無窮多種，而九維以上的八胞體則退化為超球面鑲嵌。

## 四維八胞體
在四維空間中，八胞體為由8個多面體所組成的多胞體，而由八個立方體所組成的八胞體稱為超立方體。此外亦存在許多半正的八胞體，例如雙四面體錐體、三角五角柱體柱和五角柱體錐體等。
| 名稱                  | 考克斯特 施萊夫利                         | 胞                              | 圖像 | 展開圖 |
| --------------------- | ----------------------------------------- | ------------------------------- | ---- | ------ |
| 超立方體 四維正八胞體 | ·                                         | 8個立方體                       |      |        |
| 雙四面體錐體          |                                           | 8個三角錐                       |      |        |
| 三角五角柱體柱        | node_1 · 3 · node · 2 · node_1 · 5 · node | 3個五角柱 5個三角柱             |      |        |
| 五角柱體錐體          |                                           | 1個五角柱 5個四角錐 2個五角錐   |      |        |
| 三角錐柱 的四維錐     |                                           | 1個三角錐柱 3個四角錐 4個三角錐 |      |        |

## 五維八胞體
在五維空間中，八胞體為由8個四維多胞體所組成的多胞體，例如三角三角柱體柱的五維柱體和三角四角柱體柱的五維錐體等。

## 六維八胞體
在六維空間中，八胞體為由8個五維多胞體所組成的多胞體，例如五維正六胞體的六維柱體和正五胞體柱體的六維錐體等。

## 七維八胞體
在七維空間中，八胞體為由8個六維多胞體所組成的多胞體。其中，有一種正圖形，即七維單純形，其由8個正七胞體組成。

## 八維八胞體
在八維空間中，八胞體為由8個七維多胞體所組成的多胞體，但由於八維至少要有九個維面才能形成封閉空間，因此八維和更高維度的八胞體都是以超球面鑲嵌存在，例如多維面形。